# Naturally
«Naturally» —en español, «Naturalmente»— es una canción interpretada por la banda estadounidense Selena Gomez & the Scene e incluida en su primer álbum de estudio, Kiss & Tell, de 2009. Devrím Karaoglu la compuso junto a Antonina Armato y Tim James, mientras que estos dos últimos la produjeron. Hollywood Records la lanzó oficialmente como sencillo el 1 de febrero de 2010, cuando puso en venta a través de iTunes una remezcla de la canción. En una entrevista con Digital Spy, la vocalista de la banda la describió como «divertida» y «ligera», y agregó que es una buena representación del álbum porque es «muy energética, alegre y muy poco seria». En 2014, Selena Gomez incluyó la canción en su primer álbum de grandes éxitos y último lanzamiento con Hollywood Records, For You.
Logró un buen éxito comercial alrededor del mundo al conseguir entrar en las principales listas de trece países y llegar a ser uno de los diez sencillos más vendidos en cinco de ellos. En los Estados Unidos, se ubicó en el puesto número 29 de la lista Billboard Hot 100, en el número 12 de Pop Songs y en el número 1 de Dance/Club Play Songs. Además, la RIAA certificó al sencillo con cuatro discos de platino. Para la promoción de «Naturally», Hollywood Records lanzó varias remezclas a través de las tiendas digitales iTunes y Amazon. Su vídeo musical fue filmado el 14 de noviembre de 2009 y lanzado el 11 de diciembre del mismo año.

## Descripción

La canción está compuesta en la tonalidad si menor.

«Naturally» es una canción electropop influenciada por la cantante australiana Kylie Minogue. Devrim Karaoglu la compuso junto a Antonina Armato y Tim James, mientras que estos dos últimos la produjeron. El sitio CBBC, en un análisis de «Naturally», comentó que su letra trataba principalmente de una relación donde todo era perfecto, al publicar que:

«La canción trata acerca de conocer a alguien que está realmente cómodo consigo mismo y ella canta sobre lo feliz que es estar con él [...] Su letra es muy optimista y se complementa muy bien con la música. En resumen, la canción trata acerca de tener una relación perfecta, ¡donde todo es natural!».

 En una entrevista con Digital Spy, Selena describió el tema como «divertido» y «ligero», comentando que «es solo una canción para sentirse bien. Es divertida, ligera y poppy. Básicamente es sobre dos personas que poseen una conexión con el otro, por lo que en realidad no tienen que forzar los sentimientos [...] Creo que es una buena representación del álbum porque es muy energética, alegre y no muy seria». De acuerdo con la partitura publicada en Musicnotes, la canción tiene un tempo allegro de 132 pulsaciones por minuto y está compuesta en la tonalidad si menor. El registro vocal de Selena Gomez se extiende desde la nota fa♯3 hasta la la♯5.

## Recepción

### Comentarios de la crítica
Bill Lamb del sitio web About.com, en su revisión de Kiss & Tell, comentó que el tema era uno de los mejores del álbum junto con «Kiss & Tell», «Falling Down», «As a Blonde» y «I Got You». Además, la agregó a su lista de «Las 100 mejores canciones del 2010», y la incluyó en su lista del top 10 de las mejores canciones de la semana del 2 de febrero, donde ocupó el sexto lugar. Mikael Wood de la revista Billboard, dio a la canción una revisión positiva, comentando que «tiene un gancho vocal jugoso e inmediatamente memorable». Nick Levine de Digital Spy, la calificó con cuatro de cinco estrellas y comentó: «"Naturally" es una gran [canción] electropop que tiene más club que ninguna otra canción de Disney».
El sitio web PopJustice escribió una reseña positiva acerca de «Naturally». En ella, comentó que las demás canciones producidas por Hollywood Records eran como un «desfile de clichés», pero que «"Naturally" rompe los límites». Posteriormente, también la nombraron «la canción del día». El sitio CBBC, elogió el ritmo del tema y lo calificó con cuatro puntos de cinco, comentando que: «¡es difícil no dejarse llevar por el fuerte ritmo discotequero, y por el momento en el que el estribillo entra en acción para que tú cantes y bailes junto a la música!»

### Desempeño comercial
En general, «Naturally» tuvo un buen recibimiento en las listas de éxitos, logrando entrar en las principales listas de trece países y llegando a ser top 10 en cinco de ellas. En los Estados Unidos, se ubicó en la posición número veintinueve de la lista Billboard Hot 100, así como también la número doce en Pop Songs y la número uno en Dance/Club Play Songs. El 15 de julio de 2010, la RIAA condecoró a «Naturally» con un disco de platino por vender más de un millón de copias digitales en el país. Posteriormente, en junio de 2013 alcanzó la certificación de triple disco de platino. Para agosto de 2014 había vendido 2 006 000 de copias solo en los Estados Unidos. En el Reino Unido, alcanzó la posición número siete de la lista UK Singles Chart y se convirtió en el mayor éxito de la banda en dicho país.
En Australia, debutó en la posición número cuarenta y seis de la lista Australian Singles Chart organizada por la ARIA. En Bélgica, tuvo una buena recepción en sus dos regiones: en la región flamenca alcanzó la posición número siete del conteo Ultratop 40, mientras que en la región valona llegó al número diez. En Canadá, se posicionó en el puesto dieciocho de la lista Canadian Hot 100, convirtiéndose así en el tercer sencillo mejor posicionado de Selena Gomez & the Scene en dicho país, solo tras «Love You like a Love Song» y «Who Says», los cuales alcanzaron las posiciones número diez y diecisiete, respectivamente. Luego de su buena recepción en las listas canadienses, «Naturally» fue acreditado por la CRIA con un disco de platino por haber vendido más de 80 000 copias digitales en el país.

## Promoción

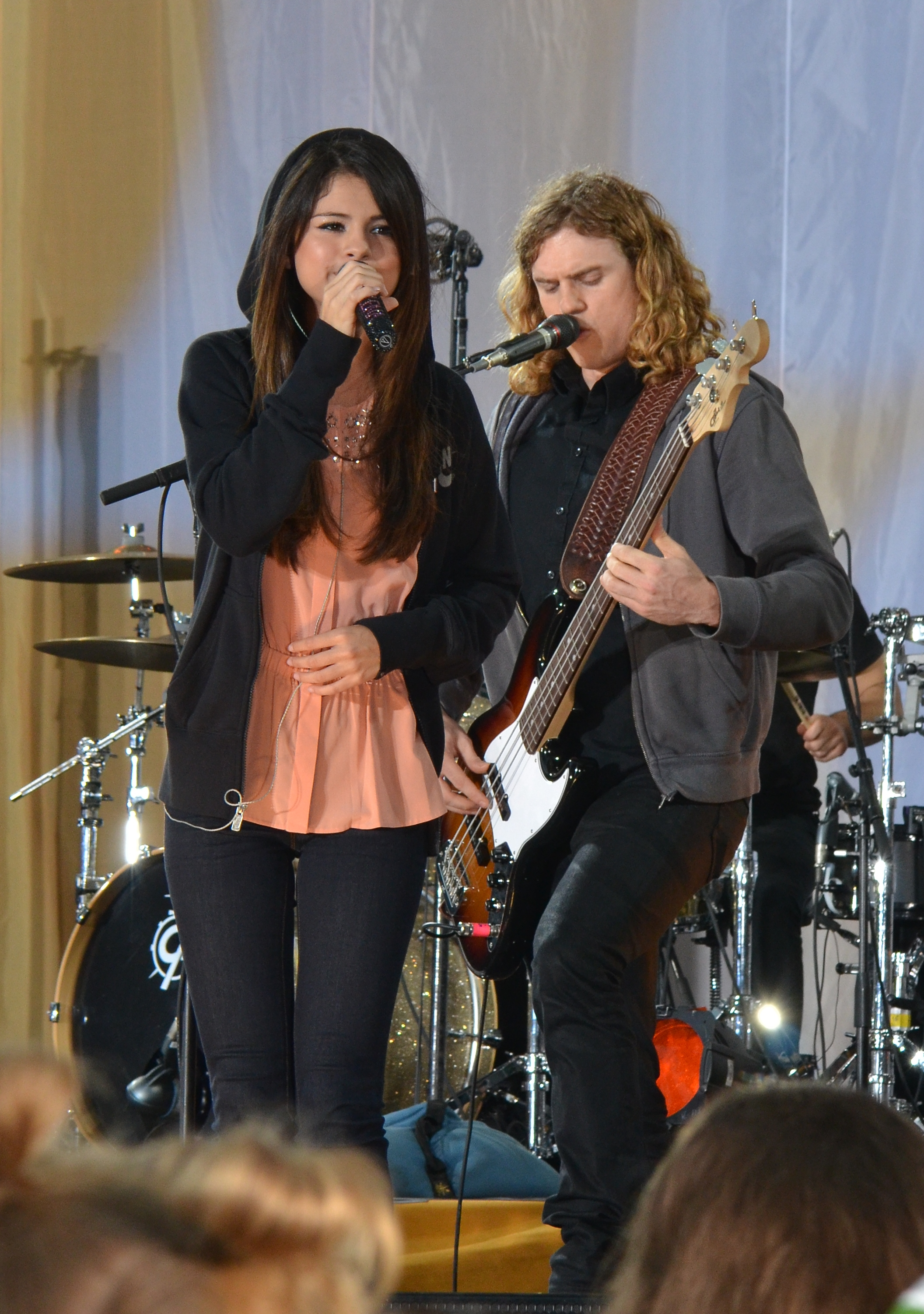
Selena Gomez & the Scene interpretando la canción en el programa matutino Good Morning America en junio de 2011.

### Vídeo musical
El vídeo musical del tema fue filmado el 14 de noviembre de 2009 y lanzado el 11 de diciembre del mismo año. Este comienza con un fondo oscuro que muestra la silueta de Selena. Tras esto, aparece la intérprete usando un vestido de falda corta y un collar de bolas doradas para interpretar el primer verso. Luego, ella pasa a un fondo de color blanco en donde viste con una camisa blanca, un pantalón negro y unas gafas de sol. Antes de comenzar el estribillo, se hace una mezcla entre las dos primeras escenas en donde se combinan los tonos oscuros con los claros. Mientras avanza el vídeo, se observan escenas intercaladas que muestran a Selena usando un vestido largo de color rosado y a los integrantes de The Scene tocando. Finalmente, este termina con una serie de efectos especiales que mezclan todos los fondos.

### Interpretaciones en directo
La banda interpretó la canción en distintos espacios abiertos. Su primera interpretación del tema en vivo fue en el programa matutino estadounidense Good Morning America, el 2 de noviembre de 2010, y posteriormente, en el mismo programa, la interpretaron en junio del año siguiente junto a otros de sus éxitos como «Love You like a Love Song» y «Who Says». En su segunda presentación, la vocalista de la banda vestía una camiseta rosa y unos pantalones azules. La banda interpretó la canción nuevamente en una sesión de entrevistas en Madrid, España, e incluyeron estrofas en español en la presentación.

## Formatos y remezclas
- Descarga digital

| «Naturally (The Remixes)» - Estados Unidos EP |                                    |          |  |
| N.º                                           | Título                             | Duración |  |
| 1.                                            | «Naturally» (Radio Edit)           | 3:08     |  |
| 2.                                            | «Naturally» (Dave Audé Remix)      | 4:01     |  |
| 3.                                            | «Naturally» (Ralphi Rosario Remix) | 3:39     |  |
| 4.                                            | «Naturally» (Disco Fries Remix)    | 3:57     |  |

| «Naturally» — Reino Unido |                            |          |  |
| N.º                       | Título                     | Duración |  |
| 1.                        | «Naturally» (UK Radio Mix) | 3:05     |  |
| 2.                        | «Naturally» (Instrumental) | 3:22     |  |

| «The Remixes» — Reino Unido EP |                                    |          |  |
| N.º                            | Título                             | Duración |  |
| 1.                             | «Naturally» (Dave Audé Remix)      | 4:01     |  |
| 2.                             | «Naturally» (Ralphi Rosario Remix) | 3:39     |  |
| 3.                             | «Naturally» (Disco Fries Remix)    | 3:57     |  |

- Sencillo en CD

| Sencillo en CD — Alemania |               |          |  |
| N.º                       | Título        | Duración |  |
| 1.                        | «Naturally»   | 3:08     |  |
| 2.                        | «Kiss & Tell» | 3:17     |  |

## Posicionamiento en listas

### Semanales
| País              | Lista                   | Mejor posición |             |
| 2009 — 2010       | 2009 — 2010             | 2009 — 2010    | 2009 — 2010 |
| ----------------- | ----------------------- | -------------- | ----------- |
| Alemania          | German Singles Chart    | 14             |             |
| Australia         | ARIA Top 50 Singles     | 46             |             |
| Austria           | Ö3 Austria Top 75       | 37             |             |
| Bélgica (Flandes) | Ultratop 50             | 7              |             |
| Bélgica (Valonia) | Ultratop 40             | 10             |             |
| Canadá            | Canadian Hot 100        | 18             |             |
| Escocia           | Top 40 Scottish Singles | 5              |             |
| Eslovaquia        | Radio Top 100           | 2              |             |
| España            | Top 50 Singles          | 36             |             |
| Estados Unidos    | Billboard Hot 100       | 29             |             |
| Estados Unidos    | Dance/Club Play Songs   | 1              |             |
| Estados Unidos    | Pop Songs               | 12             |             |
| Estados Unidos    | Radio Songs             | 35             |             |
| Estados Unidos    | Digital Songs           | 12             |             |
| Hungría           | Single Top 10           | 4              |             |
| Irlanda           | Irish Singles Charts    | 7              |             |
| Nueva Zelanda     | Top 40 Singles          | 20             |             |
| Reino Unido       | UK Singles Chart        | 7              |             |
| Suecia            | Sweden Singles Chart    | 56             |             |
| Suiza             | Media Control Charts    | 54             |             |

| Predecesor: «Louboutins» de Jennifer Lopez | Dance/Club Play Songs Sencillo N°1 10 de abril de 2010 | Sucesor: «Give Me Something» de Yoko Ono |

### Anuales
| Bélgica (Flandes) | Flandes Singles Charts | 53  |
| Bélgica (Valonia) | Valonia Singles Charts | 70  |
| Canadá            | Canadian Hot 100       | 89  |
| Estados Unidos    | Dance Club Play Songs  | 27  |
| Estados Unidos    | Billboard Hot 100      | 77  |
| Estados Unidos    | Digital Songs          | 60  |
| Reino Unido       | UK Singles Chart       | 160 |

### Certificaciones
| País           | Organismo certificador | Certificación | Simbolización | Ref.   |
| -------------- | ---------------------- | ------------- | ------------- | ------ |
| Canadá         | CRIA                   | Platino       | ▲             | [ 26 ] |
| Estados Unidos | RIAA                   | 4× Platino    | 4▲            | [ 6 ]  |

## Fechas de lanzamiento
| País           | Fecha                 | Formato                              | Ref.   |
| -------------- | --------------------- | ------------------------------------ | ------ |
| Estados Unidos | 1 de febrero de 2010  | Disco Fries Remix - Descarga digital | [ 2 ]  |
| Australia      | 2 de febrero de 2010  | Disco Fries Remix - Descarga digital | [ 50 ] |
| Bélgica        | 26 de febrero de 2010 | Radio Edit – Descarga digital        | [ 51 ] |
| Bélgica        | 19 de marzo de 2010   | EP – Descarga digital                | [ 52 ] |
| Bélgica        | 19 de marzo de 2010   | Álbum versión – Descarga digital     | [ 53 ] |
| Irlanda        | 8 de abril de 2010    | Radio Edit – Descarga digital        | [ 54 ] |
| Irlanda        | 8 de abril de 2010    | EP – Descarga digital                | [ 55 ] |
| Reino Unido    | 8 de abril de 2010    | Álbum versión – Descarga digital     | [ 56 ] |
| Reino Unido    | 8 de abril de 2010    | EP – Descarga digital                | [ 57 ] |
| Alemania       | 9 de abril de 2010    | Sencillo en CD                       | [ 8 ]  |

## Créditos
- Selena Gomez: Voz.
- Antonina Armato: composición y producción.
- Tim James: composición y producción.
- Devrim Karaoglu: composición y producción.

Fuente: Hung Medien.